# 리투아니아 리타스
리타스(리투아니아어: litas, 복수형 리타이(litai) 또는 리투(litų))는 리투아니아의 옛 통화이다. 1 리타스는 100 센투(centų, 단수형 센타스(centas) 또는 센타이(centai))에 해당된다. 리투아니아는 2015년 1월 1일을 기해 유로를 도입했으며 2015년 1월 1일부터 1월 15일까지 유로와 리타스가 함께 통용되었다.

## 역사

### 제1차 리타스 (1922년-1941년)
리투아니아는 1922년 10월 2일을 기해 리타스를 도입했다. 이 화폐는 제1차 세계 대전 당시에 리투아니아를 점령하고 있던 독일군에 의해 발행된 오스트마르크(ostmark)와 오스트루블(ostruble)을 대체하기 위한 목적이었다.
리타스 동전은 1925년에 발행되었는데 1, 2, 5, 10, 20, 50 첸투, 1, 2, 5 리타이 동전이 발행되었다. 리타스는 지폐는 1922년에 발행되었는데 1, 2, 5, 10, 20, 50 첸투, 1, 2, 5, 10, 50, 100 리투 지폐가 발행되었다. 1924년에는 500, 1,000 리투 지폐가 추가로 발행되었다. 5 리타이 이하의 단위를 가진 지폐는 1925년에 동전으로 대체되었다. 이들 화폐는 1941년 4월 리투아니아가 소련에 병합될 때까지 발행되었으며 화폐 또한 소련 루블로 대체되었다. 소련 루블과의 교환 비율은 1 리타스 = 0.9 소련 루블이었다.

### 제2차 리타스 (1993년-2015년)
리투아니아는 1993년 6월 25일을 기해 리타스를 재도입했다. 교환 비율은 1 리타스 = 100 탈로나스였다. 1, 2, 5, 10, 20, 50 센투, 1, 2, 5 리타이 동전과 1, 2, 5, 10, 20, 50, 100, 200, 500 리투 지폐가 발행되었다.

### 유로
리투아니아는 당초 2010년 1월 1일에 유로를 도입할 예정이었지만 경제 위기와 환율 상승 등으로 인해 연기했다. 리투아니아 정부는 공식적인 유로 도입 시기를 2015년 1월 1일로 정했다. 리투아니아 의회는 2014년 4월 유로 전환에 관한 법률을 통과시켰다. 2014년 6월 4일 유럽 위원회는 리투아니아가 유로를 도입할 준비가 되어 있다고 판단했다. 유럽 연합 재무장관 이사회는 2014년 7월 23일에 열린 회의에서 리투아니아가 2015년 1월 1일을 기해 유로를 도입하는 것을 승인했다. 이에 따라 리투아니아는 2015년 1월 1일을 기해 유로를 도입했으며 2015년 1월 1일부터 1월 15일까지 유로와 리타스가 함께 통용되었다.

## 같이 보기
- 리투아니아의 경제
- 리투아니아의 유로 주화